# Dálková spoušť

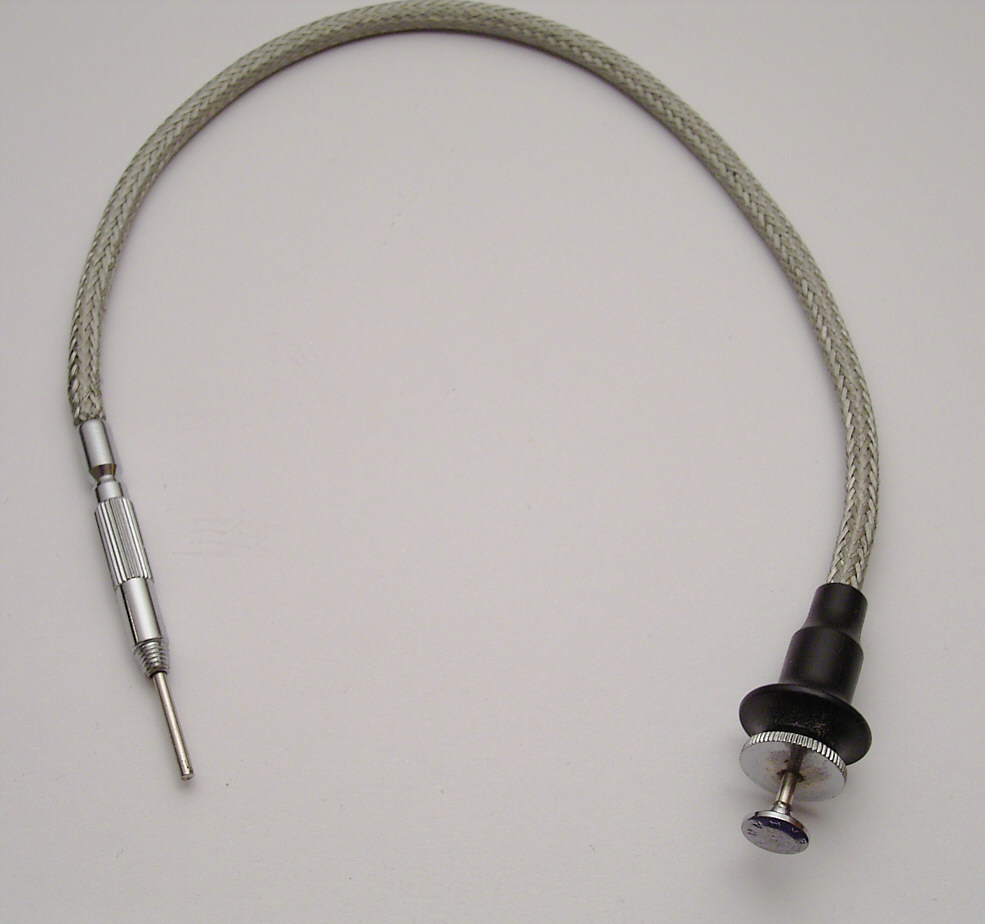
Mechanická kabelová spoušť

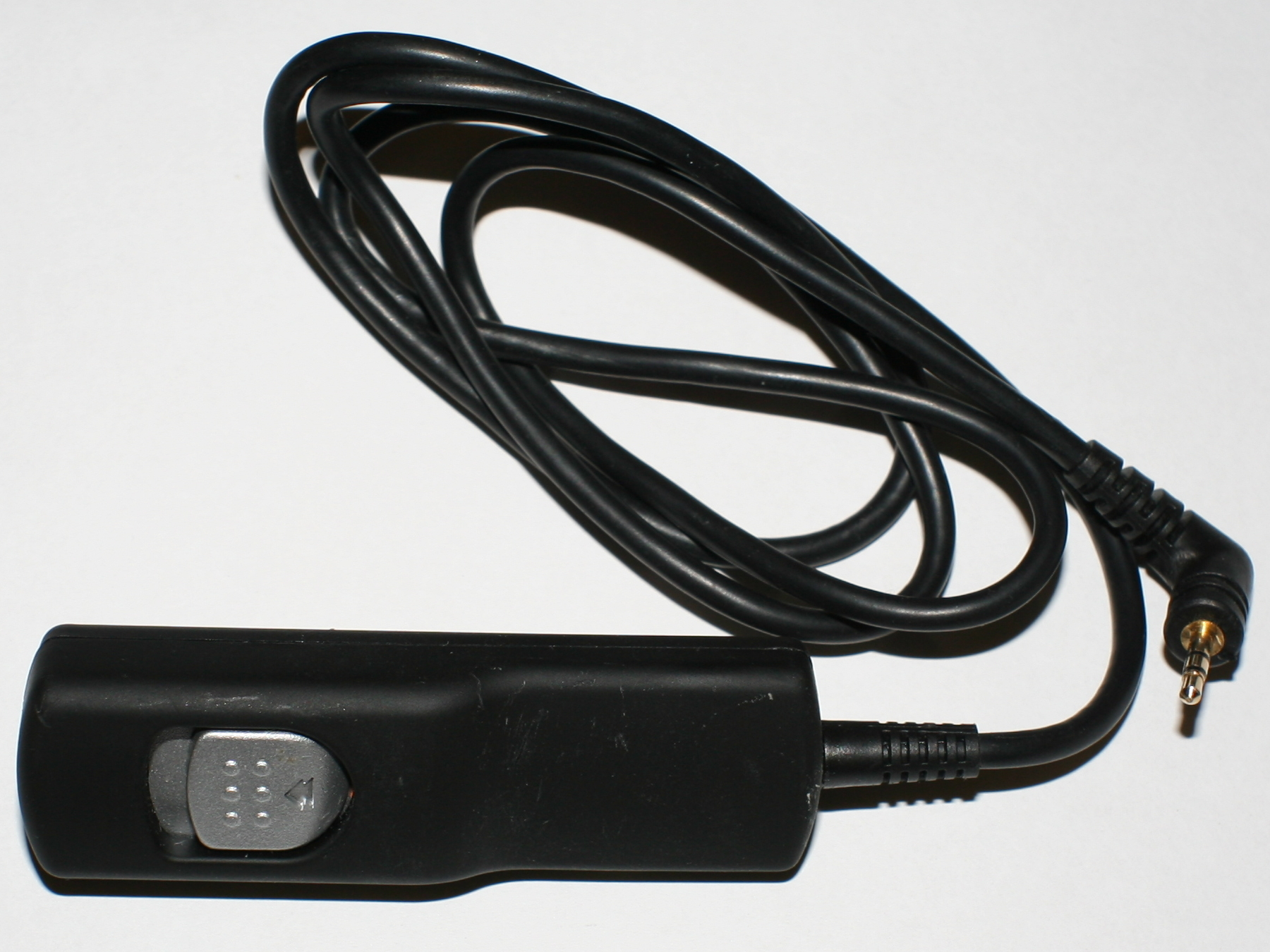
Elektrická kabelová spoušť pro Canon EOS

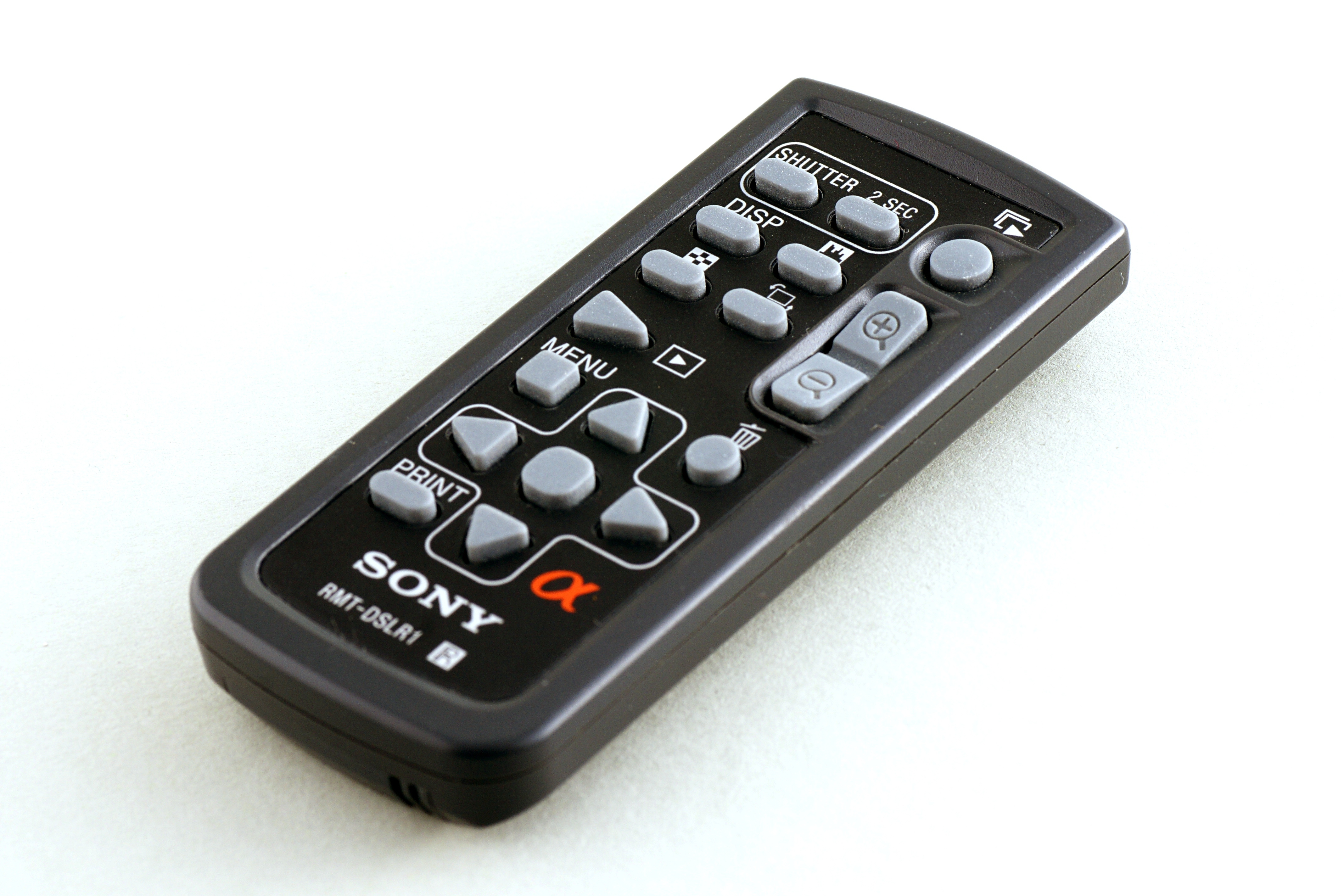
Infračervená dálková spoušť

Dálková spoušť, drátěná nebo kabelová spoušť je mechanické, elektrické, infračervené nebo rádiové zařízení připojené k tlačítku spouště fotoaparátu, nebo ke speciálnímu konektoru na fotoaparátu. Ovládá se stiskem, který aktivuje spoušť fotoaparátu. Často se používá pro snímání ze stativu a v režimu bulb a dlouhých expozičních časech. Zvláštním případem je dálkové ovládání blesků a jejich synchronizace s fotoaparátem. Délka klasické drátové spouště je od několika centimetrů do několika metrů. V historickém tradičním mechanickém provedení se jedná o pružnou kovovou trubičku, až 40 cm dlouhou, s pevnou tyčkou uvnitř. Na jedné straně bowdenu je tlačítko a na druhé je kónický závit pro našroubování do otvoru tlačítka spouště. Někdy bezdrátovou spoušť obsahuje bateriový grip přidaný k fotoaparátu. Spouštění snímání fotoaparátu bezkontaktně se řadí mezi techniky fotografování pro snížení třesu rukou a vlivu na fotoaparát, pro dosažení snímku bez pohybové neostrosti. Dálkové spouštění fotoaparátu se používá také tam, kde není vhodná, nebo možná, přítomnost fotografa. Například na nebezpečných místech, při fotografování sportovních událostí, nebo při fotografování divoké přírody.

## Typy
- Mechanický bowden
- Elektrický kabel
- Optické zařízení (infračervený vysílač a přijímač, nebo sekundární spouštění blesku)
- Rádiové spojení
- Pneumatické spojení (zřídka)

### Synchronizace
Podrobnější informace naleznete v článku Synchronizátor a studiový blesk
Pro odpalování studiového blesku (synchronizaci) je možné použít synchronizační kabel, nebo bezdrátový odpalovač. Použití synchronizačního kabelu vyžaduje, aby zařízení bylo vybaveno synchronizačním terminálem s konektorem. Nejčastěji používanou synchronizací je pomocí takzvaného konektoru "PC", který kdysi byl na všech jednookých zrcadlovkách a profesionálním vybavení. V moderní době se vyskytuje na profesionálních digitálních zařízení, jako je například Nikon D200 nebo D300. Synchronizační kabel obvykle obsahuje různé konektory na každém konci: konektor PC pro připojení fotoaparátu a konektor pro generátor blesku. Synchronizační kabel je jednoduché řešení, které funguje se všemi standardními blesky. Umožňuje spouštět také záblesky, které jsou zakryté dekorativními prvky nebo jinými předměty, a které by nemusely reagovat na jiný způsob odpálení, například bleskem. Hlavní nevýhodou je přítomnost kabelu od fotoaparátu k blesku, což může být nepříjemné, pokud se světelnými zdroji často manipuluje.
Místo kabelu lze k odpálení použít také bezdrátový signál. Většina moderních studiových blesků obsahuje čidlo, které reaguje na jiný záblesk a tím se synchronizuje jejich odpálení - toto umožňuje například při použití více světel použít pouze jeden odpalovač (přijímač a vysílač). Některé značky nabízejí infračervený vysílač, který se připojuje k sáňkám na fotoaparátu. Spouští se pak záblesky, které mají infračervený přijímač signálu. Platí, že vysílač a studiový blesk musí být mezi sebou kompatibilní. Dalším typem jsou rádiové vysílače / přijímače pracující na stejném principu. Vysílací modul se umísťuje na sáňky fotoaparátu a přijímací modul spustí záblesk. Rozsah takového systému je větší (až na desítky metrů). Většina studiových blesků obsahuje čidlo citlivé na světelný záblesk, které funguje jako spoušť. Když bleskne první blesk, další se spustí okamžitě. Studiová záblesky tak mohou být spouštěny pomocí vestavěného blesku na fotoaparátu, ale musí být nastavena dostatečně nízká intenzita, aby nedocházelo ke světelnému konfliktu ve snímané scéně, ale zároveň musí být dostatečně silný, aby záblesky odpálil.

## Digitální fotoaparáty
Moderní digitální fotoaparáty lze obvykle propojit kabelem s počítačem a ovládat je na dálku specializovaným softwarem.

## Fotografická past
Fotografická past je automatizovaný fotoaparát sloužící k zachycení fotografie volně žijících zvířat. Instaluje se v místě, ve kterém se vzácné zvíře vyskytuje a tudíž se očekává, že jej navštíví. Když pohybový nebo infračervený senzor detekuje přítomnost zvířete, spustí se mechanismus, který pořídí fotografii. Po uplynutí určité doby se majitel obvykle vrátí k fotoaparátu a zkontroluje pořízené fotografie. Fotografické pasti jsou důležitým nástrojem při výzkumu vzácných, plachých nebo nočních zvířat. Obecně vzato tato technologie volně žijící zvířata neruší, ale záblesky mohou způsobit, že se některá zvířata odstěhují. Někdy může dojít k poškození kamery samotnými zvířaty. Někdy techniku poškodí, zničí nebo odnesou lidé.

## Galerie

Systémový fotoaparát Mamiya 645, adaptér pro dálkovou spoušť má číslo 12
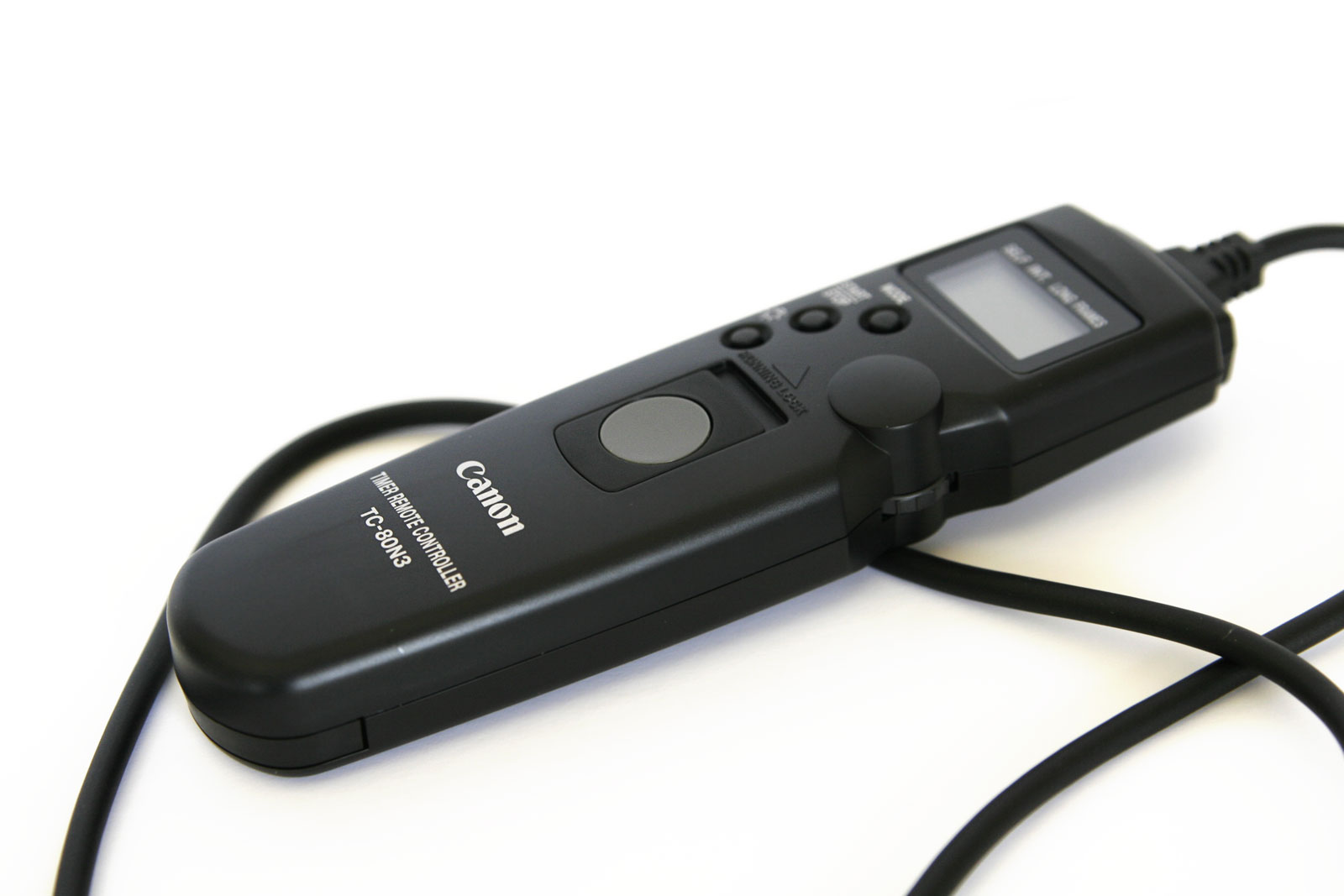
Dálkové ovládání Canon
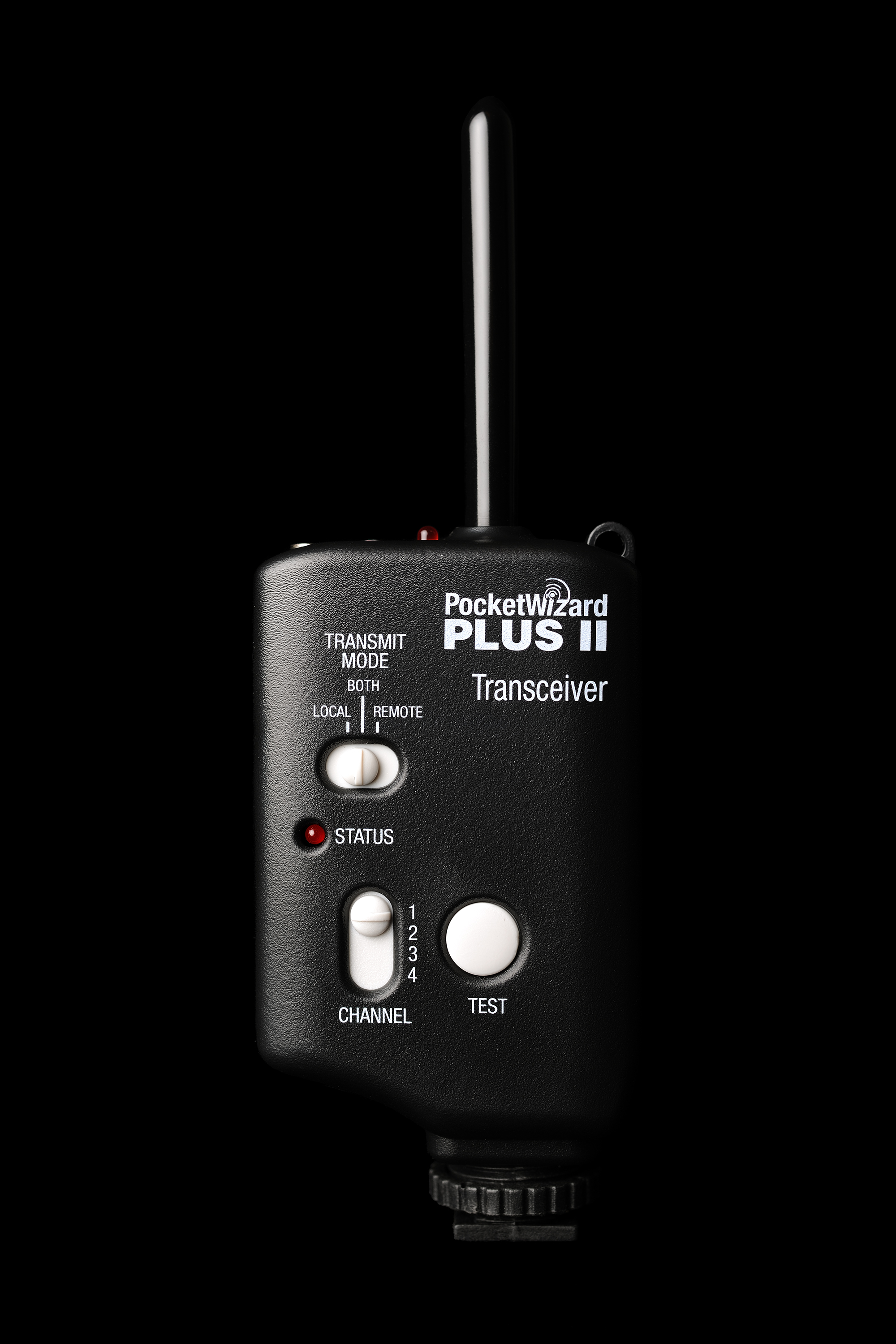
Rádiové ovládání záblesků PocketWizard
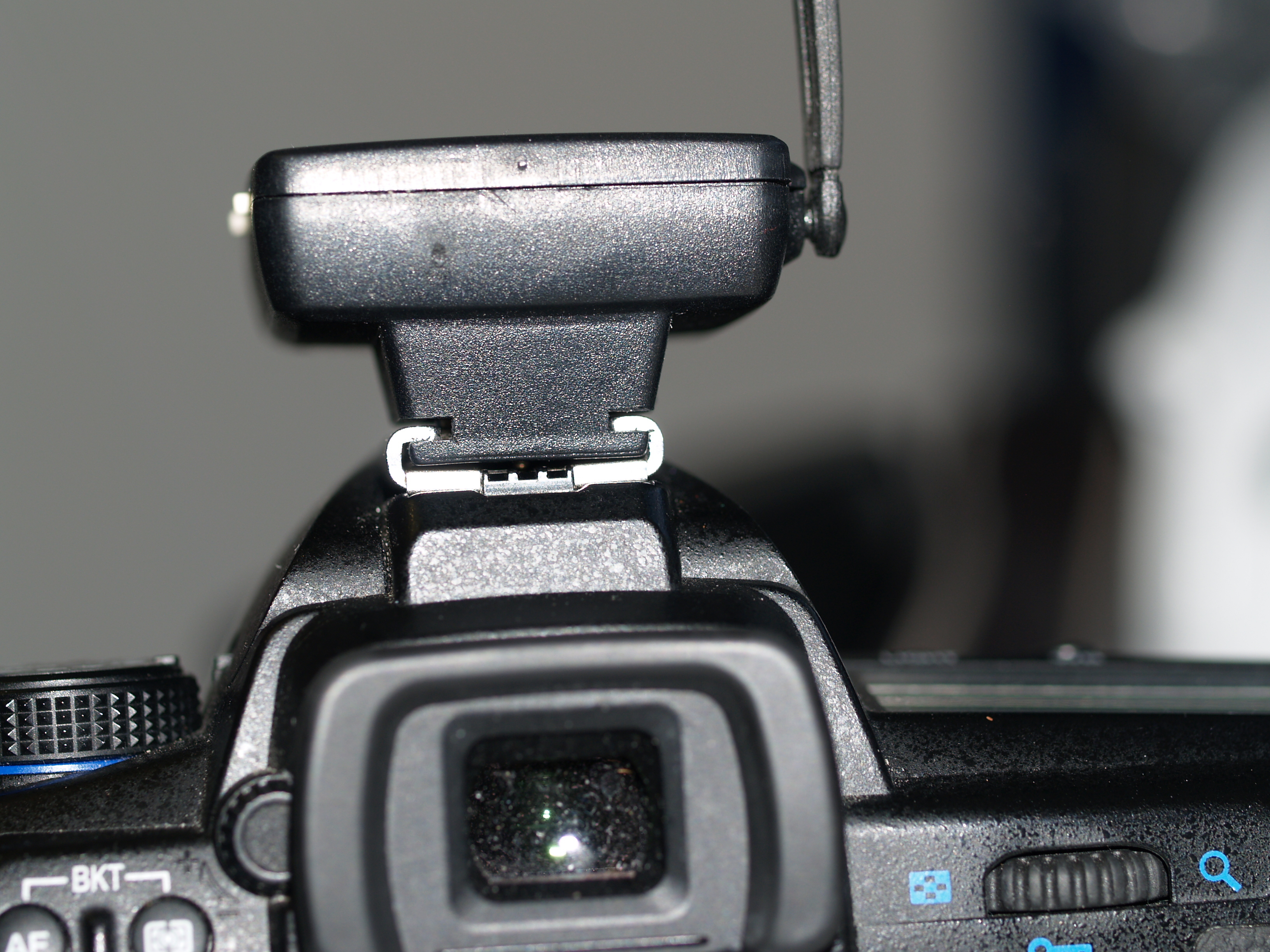
Rádiová dálková spoušť nainstalovaná ve fotografických sáňkách